# 羅伯特·貝登堡
羅伯特·史蒂芬生·史密斯·貝登堡，第一代貝登堡男爵，OM，GCMG，GCVO，KCB（英語：Robert Stephenson Smyth Baden-Powell, 1st Baron Baden-Powell，1857年2月22日—1941年1月8日，又稱、貝登堡勳爵、貝登堡），英國陸軍中將、作家、童軍運動創始者與第一任英國童軍總會總領袖。
1876年－1910年，貝登堡在英國查特豪斯公學完成學業之後，即效力於英國陸軍，足跡遍及印度與非洲。1899年，貝登堡在南非爆發的第二次波爾戰爭中，於梅富根城戰役成功防守梅富根。貝登堡著有許多軍事書籍，專門介紹在南非軍事生涯中的軍事偵查與偵查兵訓練，當時的男孩也閱讀了他的著作。貝登堡基於這些早期作品，著作《童軍警探》，1908年由亞瑟·培生出版。1907年，他主持第一次白浪島童軍露營，這次露營被視為童軍運動的起源。
與奧莉芙·聖克萊·索姆斯結婚後，貝登堡与妹妹艾格妮絲·貝登堡以及妻子積極參與童軍與女童軍運動的指導工作。貝登堡晚年居住於肯亞尼耶利，1941年過世埋葬於此。

## 早年經歷
1857年2月22日，羅伯特·貝登堡出生於英國倫敦帕丁頓的史坦霍普街（Stanhope Street）9號，現今為史坦霍普街11號。鐵道和土木工程師羅伯特·史蒂芬生成為他的教父，並以他的名字命名，跟隨父親姓「鮑威爾」（Powell）。他的父親，牛津大學薩維爾幾何學教授與牧師貝登·鮑威爾（1796年8月22日－1860年6月11日），當時已有4位從前2次婚姻中所生的孩子，而些孩子正處於青少年時期。1846年3月10日，貝登·鮑威爾在切爾西聖路加堂，迎娶比他小28歲的亨莉艾塔·葛瑞絲·史密斯（Henrietta Grace Smyth，1824年9月3日－1914年10月13日），海軍將官威廉·亨利·史密斯的長女。很快地他們就有了瓦靈頓（1847年2月）、喬治（1847年12月）、奧古斯都（1849年）。後來亨莉艾塔又生下3名小孩，但早年夭折，之後則生下了羅伯特、艾格妮絲（1858年）與貝登（1860年）；他們和經常生病的奧古斯都非常親密。在羅伯特3歲時，父親貝登過世；母親亨莉艾塔為了紀念她的丈夫，並且能區別她自己的小孩與同父異母兄弟姊妹、表親等人，她將她自己小孩的姓氏改為「貝登堡」（Baden-Powell）。後來，貝登堡稱讚他的母親是一位堅強的女性；亨莉艾塔認為她的小孩將來一定會有成就。貝登堡曾於1933年形容他的母親：「我會出人頭地的所有秘密，就在於我的母親。」
貝登堡在唐橋井的玫瑰丘學校完成學業後，拿到了獎學金，在當時有名的查特豪斯公學念書；那時候他最喜愛的兄長奧古斯都，不幸因病過世。當時公學有嚴格的外出規定，但貝登堡經常在附近的樹叢中躲避老師，進行追蹤和烹飪的遊戲；他的童軍技能也在這時期培養起來。他會彈奏鋼琴、拉小提琴；他是位可以使用兩手做畫的藝術家，更喜歡玩戲劇。假日時，他和和他的兄弟們以遊艇和獨木舟的探險旅行消磨時間。

## 軍旅時期
1876年，羅伯特·貝登堡（當時他自己稱呼為R·S·S·貝登堡）以少尉的軍階，加入了位於印度的第13輕騎兵團。1880年代早期，他在南非納塔爾省的祖魯族人當中，精進並磨練他的偵查技巧；那時他的部隊在此駐紮，並且他在戰報中受到表揚。其中的一次軍旅當中，他無意中發現了一大串木製的珠子項鍊，而這串項鍊是由祖魯族的酋長，迪尼祖魯所有；後來貝登堡創立童軍運動後，這串項鍊就被整合進他所設計的木章訓練計畫當中。貝登堡的技能，讓長官有深刻的印象，因此他被升任為少校，擔任馬爾他總督與總司令亨利·奧古斯都·史密斯的副官與軍事秘書，而史密斯同時也是他的叔叔。他在馬爾他駐防了有3年之久，也被任命為地中海地區軍事情報處處長底下的情報官。他頻繁地偽裝成一位蝴蝶捕捉人員，然後將軍事基地的平面圖，畫在偽裝的蝴蝶的翅膀上。
1896年，貝登堡回到非洲，並且投入第二次馬塔貝里戰爭，於布拉瓦約戰役當中遠征，解救了不列顛南非公司的人員。這場戰役對他來說是一個成長經驗，因為他不只有這個時機，能夠在馬托博的敵方領地上進行偵察任務的指揮，而且後來許多童軍的理念也是從這裡發想出來的。他在參與這場戰役當中，第一次結識了美國的偵查兵弗雷德里克·羅素·伯納姆，他向貝登堡介紹了美國舊西部的故事以及森林知識（如偵查技能），也因此貝登堡首次戴上了史泰森軍帽與領巾。
同年，貝登堡被指控非法處決了馬塔貝里酋長烏威尼（Uwini），因為他先前得到承諾，只要投降就可以保全性命。在貝登堡指示下，烏威尼遭到射擊隊槍決。雖然貝登堡在軍方調查下獲得清白，但是當地的殖民地當局要求進行一次公民調查與審判。貝登堡之後聲稱他「當庭釋放，且沒有造成自己人格上的污點。」。
離開羅德西亞之後，貝登堡來到黃金海岸，投入第四次阿散蒂戰爭。1897年，也就是貝登堡40歲時，晉升為上校（為當時英國陸軍最年輕的上校），並派往印度，擔任第5龍騎衛隊指揮官。數年之後，他著作了一本小手冊，稱為《警探術》；這本手冊針對軍事偵察主題，做成簡要的講義，大部分內容是貝登堡從伯納姆的經驗當中詮釋而來，用以訓練新兵。貝登堡利用這本手冊與其他訓練方式，訓練士兵獨立思考與主動，以及能夠在荒野中生存。

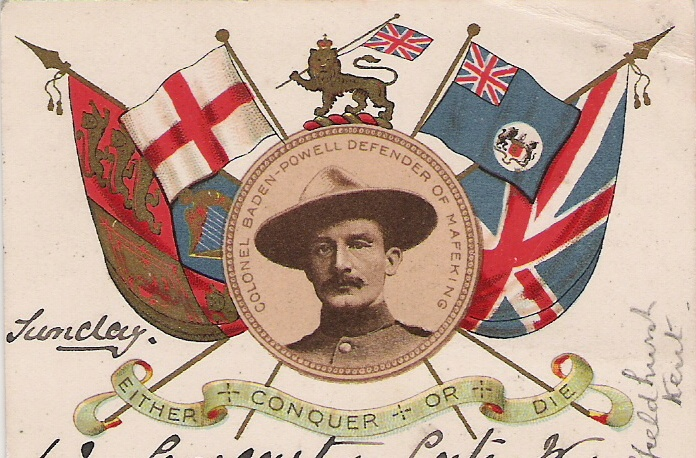
1900年貝登堡在愛國明信片的肖像

貝登堡被升為上校駐南非梅富根，10月11日南非爆發第二次布爾戰爭，梅富根被敵人包圍。但因為駐軍很少，所以貝登堡召集了一班青年，臨時教他們急救、傳訊和偵察等各種技能來協助駐軍。
1900年5月16日，圍城的困境終於解除。貝登堡因此被晉升為少將，也成為國家英雄。
1901年10月，貝登堡短暫回到英國，受邀到巴爾莫勒爾，蘇格蘭的皇家靜養所，參見愛德華七世，並獲勳巴斯三等勳章。
在組織南非殖民地的警政單位，南非警察局之後，貝登堡於1903年回到英國，擔任騎兵總監。在擔任騎兵總監這段時間，貝登堡進行英國騎兵偵查訓練的改革，並獲得成效，對於在各大陸之間敵人的偵查能力，獲得最有力的優勢。1907年，他被任命指揮新成立的本土後備軍諾森伯蘭師。
1910年，貝登堡中將決定從英國陸軍退休，這據稱是受到愛德華七世的建議，認為這樣可以讓他更有利於推動童軍活動。

1914年，第一次世界大戰爆發，貝登堡自己投入了戰爭部的事務工作。但他的工作沒有得到任何戰爭部上司的命令。基奇納伯爵曾說過：「他可以掌控各個重要的師團將軍，但找不到一個人可以掌控童軍運動這個無價的工作。」這樣的情形引發了一個謠言，認為貝登堡從事間諜工作以及情報人員，並費了很大的心力去製造沒有上司的假象。

## 童軍運動創始者
貝登堡的發音
Pronunciation of Baden-Powell

/ˈbeɪdən ˈpoʊ.əl/

Man, Nation, Maiden

Please call it Baden.

Further, for Powell

Rhyme it with Noel
1903年，貝登堡從非洲回到英國後，發表了他的軍     事書籍《警探術》（Aids to Scouting），而這本書成為了暢銷書籍，而且經常被教師和青少年團體運用。在他的朋友，威廉·亞歷山大·史密斯，基督少年軍創辦人的鼓勵之下，貝登堡決定重寫《警探術》，變成適合於青少年領導訓練的書籍。1907年8月，貝登堡舉辦了白浪島童軍露營用來試驗並應用他的訓練理念。總共有22位男性青少年參與，其中8位來自當地的基督少年軍，12位來自公學的學生，大多數是貝登堡朋友的兒子。
貝登堡也受到歐尼斯特·湯普森·西頓，叢林印地安人組織創辦人的影響。西頓給了貝登堡一本他的著作《The Birch Bark Roll of the Woodcraft Indians》，並且他們在1906年會晤。1908年，《童軍警探》以分成6期的方式出版，在20世紀時總銷售量達到大約1.5億，成為20世紀第4大暢銷書籍。

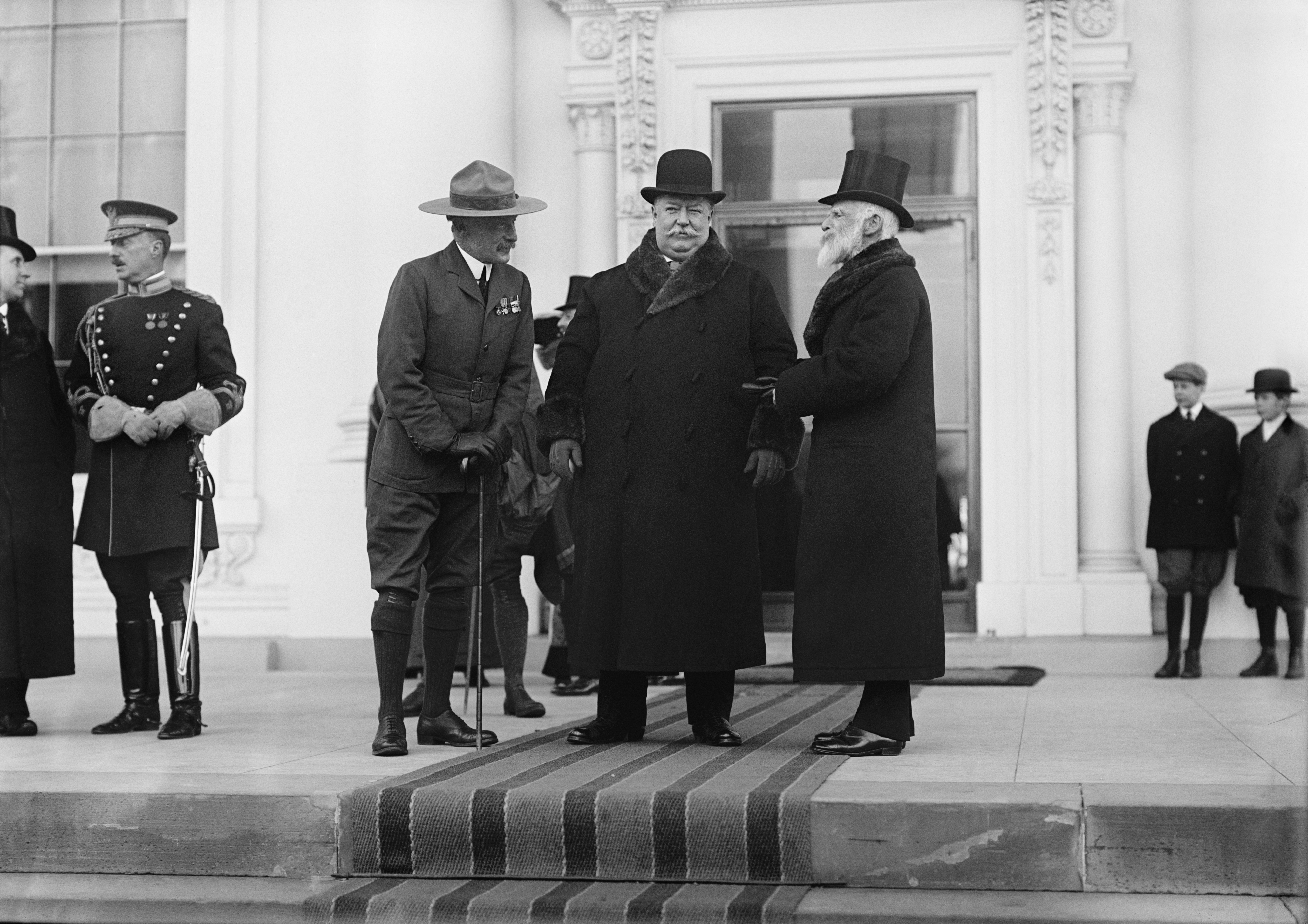
貝登堡、美國總統塔虎脫和英國大使布萊斯子爵，在白宮門廊共同檢閱華府的童軍（1912年）

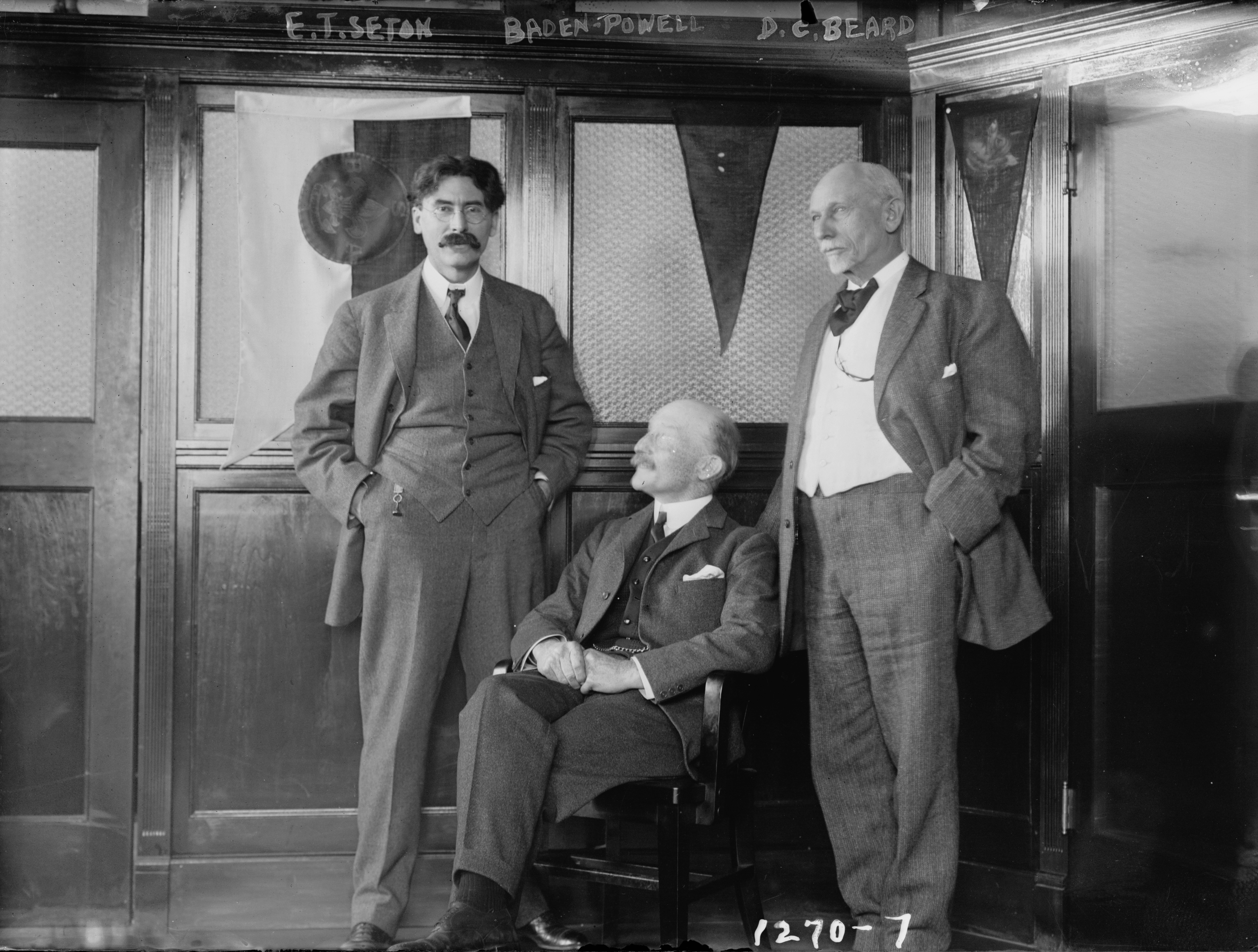
3位童軍運動先鋒：貝登堡（中坐者）、歐尼斯特·湯普森·西頓（左）和丹尼爾·卡特·畢爾德（右）

男女青少年們開始自動地組成童軍小隊，童軍運動就此開始引爆，剛開始時只有一個國家（英國），很快地就變成了國際潮流，逐漸成長，並與基督少年軍平行發展，為友好關係。1909年，童軍大會在倫敦水晶宮舉行，此時貝登堡創立了第一支女童軍團。女童軍運動隨即於1910年，在貝登堡的妹妹，艾格妮絲·貝登堡的贊助之下成立。貝登堡的朋友，茱麗葉·高登·羅，受到貝登堡的鼓勵，把童軍運動帶到了美國，並成立了美國女童軍。
1920年，第1次世界童軍大露營在英國的奧林匹克競技場舉行，貝登堡被各國代表推選為世界童軍總領袖。1921年，貝登堡在當年的元旦受勳者名冊中封為從男爵；1929年9月17日，更被封為貝登堡男爵，封地在艾塞克斯的極偉。後來他捐出這塊封地，作為童軍訓練的場所，此後基維爾這地方被各國童軍公認為童軍領袖的訓練中心。在封爵之後，貝登堡習慣以「極偉的貝登堡」稱呼自己。
1929年，貝登堡在第3次世界童軍大露營當中，被贈予了一台新的20馬力勞斯萊斯汽車（底盤編號GVO-40，車牌為OU 2938）以及一台Eccles廠牌的有蓬車廂。這輛有蓬車之後隨著貝登堡一起在歐洲各地旅行。其中的有篷車廂，當時被暱稱為「葡萄乾餡餅」，現在在極偉園展示。而被贈予的汽車，被暱稱為「麵包捲」，於1945年，貝登堡過世後賣給了奧莉芙·貝登堡。2007年，這兩輛車在極偉園重新組合在一起。最近，這輛車是由一家慈善機構，B-P麵包捲基金會所有，並且將當時購入時所產生的貸款付清。貝登堡也確實影響到青少年的教育改善程度。在貝登堡無私地大力指導統馭之下，童軍運動快速成長。到1922年在全球32個國家有100萬的童軍會員；到1939年正式超越330萬人。
1937年，貝登堡在第5次世界童軍大露營對童軍界發表告別演說，之後淡出公共童軍運動生涯。2月22日，也就是貝登堡夫婦的共同生日，被定為創辦人紀念日（童軍）或世界思考日（女童軍），以紀念和慶祝這對世界男女童軍領袖的貢獻。
在給童軍界的最後一封信當中，貝登堡寫道：
......我有非常快樂的一生，也希望你們每一位也有非常快樂的一生。我相信上帝推動我們進入這麼愉快的世界，使我們感到快樂且享受人生。快樂不會從財富、成功的生涯以及自我放縱而來。讓自己快樂的其中一個途徑，就是你們還是小男孩時，讓自己保持健康與強壯，使你們在成為男人之後，成為有用的人與享受人生。在大自然中學習，將會向你們顯現，上帝創造出這麼豐富與美麗的事物，讓這個世界變得可以讓你們享受。滿足你們所擁有的事物，並且好好利用它們。讓我們觀看事物光明的一面，而不是陰暗的一面。但真正得到快樂的途徑，則是帶給別人快樂。試著留給這世界變得你們發覺到的更好，並且當輪到你們要過世時，你們能因為感受到你們無論如何都不會浪費時間、盡全力做到最好，而以快樂的心情過世。以這種方式「準備」，快樂過活與離世──永遠堅持童軍諾言──即使之後你們不再是個男孩──上帝將幫助你們做到這一點。

## 個人生活

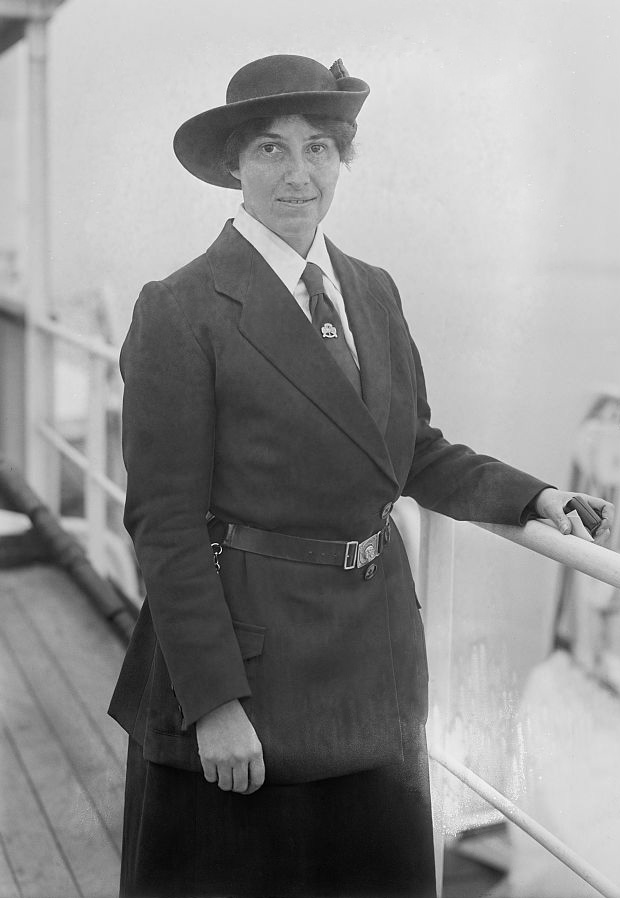
奧莉芙·貝登堡

1912年1月，貝登堡為了開始進行其中一個童軍巡迴活動，坐上前往紐約遠洋班輪阿爾卡笛亞號，在那裡遇到了他未來的妻子，奧莉芙·聖克萊·索姆斯。那時貝登堡55歲，奧莉芙卻是23歲的年輕女士，算是非常罕見的一個年齡差距，更奇特的是，他們是同月同日生的。他們於同年9月訂婚，而由於貝登堡有相當程度的名望，導致媒體大肆報導這件婚事。為了避免媒體打擾，他們在1912年10月30日，於帕克史東的聖彼得教堂秘密結婚。英國童軍總會方面曾經發起每人捐1便士共同購買一輛車，作為祝賀貝登堡結婚的禮物（注意：那輛車並不是英國童軍總會在1929年所贈的那台勞斯萊斯）。現今，在白浪島的聖瑪莉教堂裡面，設立了一座紀念碑紀念他們的婚姻。

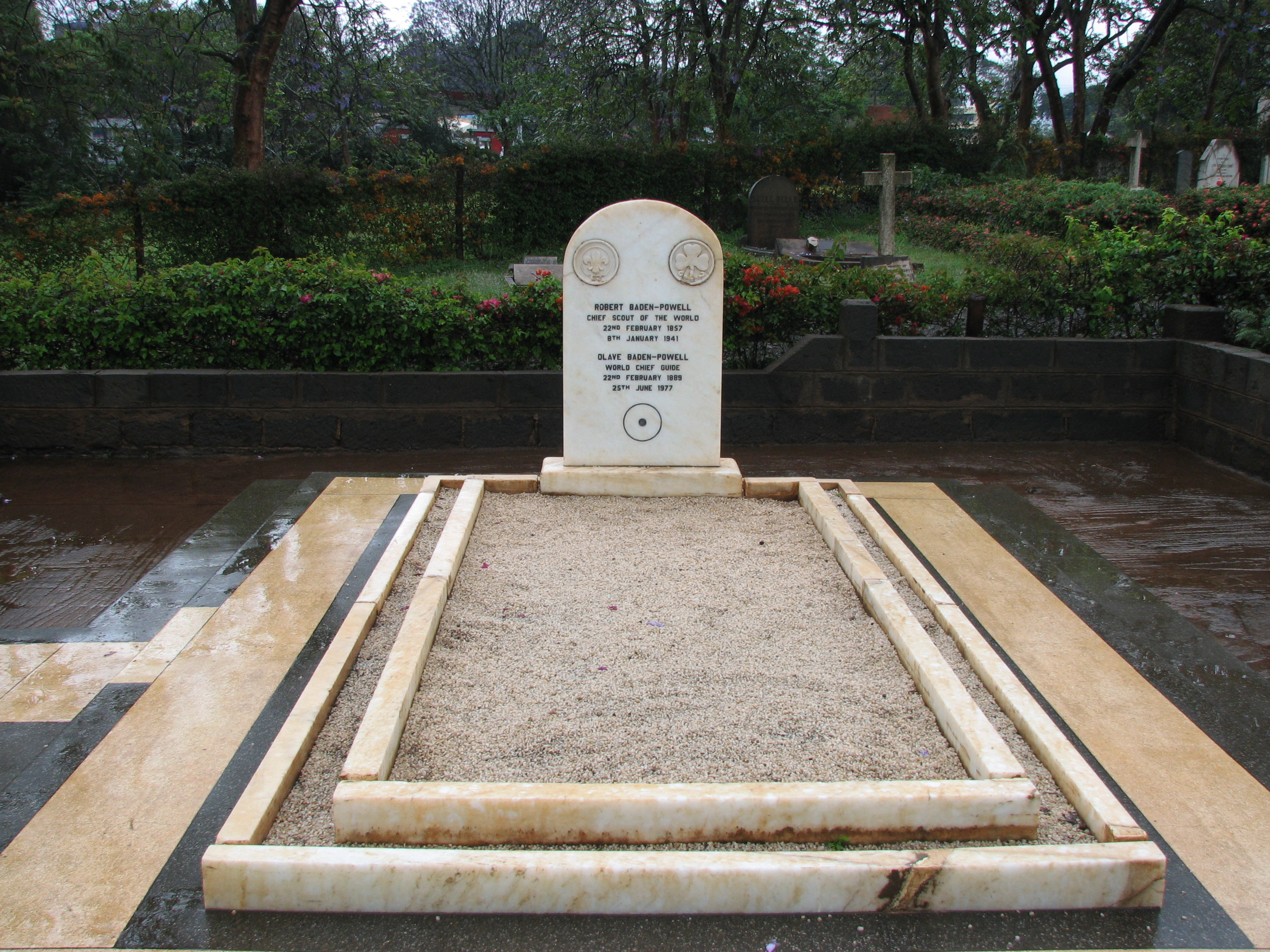
貝登堡墓

貝登堡和奧莉芙隨後在1919年到1939年住在英國漢普郡本特利的帕克斯山莊，而他們所居住的房子是奧莉芙的父親所贈。婚後，貝登堡的健康開始出現毛病，病痛纏身。他主訴他有長時間的頭痛，而這個病症被他的醫生認為可能起於心理壓力，為此醫生還做了夢分析。而貝登堡的頭痛，在他移居到設在陽台的臨時臥室後立刻消失。
1939年，他移居到他曾經服役過的肯亞，居住在尼耶利靠近肯亞山的一處山莊當中，並且在移居前先行探查過，以尋找他的靜養之地。這棟只有1個房間的房子，由他親自命名為「帕克斯圖」（Paxtu），座落於著名的樹頂旅店附近；該旅店當時屬於貝登堡私人秘書與第一批童軍監督之一艾瑞克·舍布魯克·沃克的農場建物。現在帕克斯圖成為童軍博物館。
貝登堡於1941年1月8日辭世，葬於肯亞尼耶利，靠近肯亞山。他的墓碑刻著一個大圓，中央有一個點，這是一個追蹤記號，其意義為「我已回」。當他的妻子奧莉芙過世後，她的骨灰被送到肯亞，並埋葬於她丈夫墓地的附近。後來肯亞政府宣布貝登堡墓為國家名勝古蹟。

### 著名家族成員

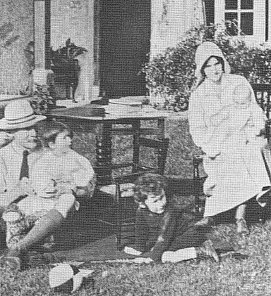
貝登堡夫婦和3個小孩，攝於1917年

- 羅伯特·史蒂芬生·史密斯·貝登堡（1857年－1941年）與奧利芙·聖克萊·索姆斯（1889年－1977年）結婚（1912年）
  - 亞瑟·羅伯特·彼得·貝登堡（1913年－1962年，後來的第二代貝登堡男爵）[23]與卡琳·克勞斯-博德曼（Carine Crause-Boardman）結婚（1936年）
    - 羅伯特·克勞斯·貝登堡（1936年－2019年，後來的第三代貝登堡男爵）
    - 大衛·麥可·貝登堡（1940年－2023年，後來的第四代貝登堡男爵）
    -  溫蒂·多蘿西·莉蓮·貝登堡（Wendy Dorothy Lilian Baden-Powell，1944年－）

  - 海瑟爾·葛瑞絲·貝登堡（Heather Grace Baden-Powell，1915年－1986年）與約翰·海爾·金恩（John Hall King，1913年－2004年）結婚（1940年）
    - 麥可·羅伯特·海爾·金恩（Michael Robert Hall King，1942年－1966年），於SS·赫拉克稜號船難中過世
    -  提摩西·約翰·金恩（1946年－）

  -  貝蒂·聖克萊·貝登堡（Betty St. Clare Baden-Powell，1917年－2004年）與傑維斯·查理斯·羅伯特·克雷（Gervas Charles Robert Clay，1907年－2009年）結婚（1936年）
    - 吉莉安·克雷（Gillian Clay）
    - 羅賓·克雷（Robin Clay）
    - 奈哲爾·克雷（Nigel Clay）
    -  吉斯賓·克雷（Crispin Clay）

此外，當奧莉芙的姊妹奧莉奧爾·戴維森·尼·索姆斯（Auriol Davidson née Soames）於1919年過世時，奧莉芙與羅伯特收養了她的兩個姪女，克里斯汀（Christian，1912年－1975年）、克萊爾（Clare，1913年－1980年）。

### 文學家和畫家
貝登堡創作出很多的圖畫，也寫了很多的文章、專題論文、信件，還有超過30本的書籍，其中《童軍警探》是最廣為人知的一本著作。
早期對於貝登堡性傾向的討論聚焦於與他關係最密切的朋友肯尼斯·麥克拉倫。之後，提姆·吉爾所著作的傳記《貝登堡》討論了他們的關係並且作了總結，認為沒有證據顯示他們之間的關係超乎自然。接著吉爾探討了貝登堡對於女性的觀點，對於男性的讚賞，他的陸軍弟兄間的情誼以及他的婚姻，做出一個個人結論：貝登堡是一位較為壓抑的同性戀者。吉爾的結論因缺乏證據並沒有被學界接納，更被評為「差劣的心理分析」。

## 作品
軍事相關著作
- 1884年：Reconnaissance and Scouting
- 1885年：Cavalry Instruction
- 1889年：Pigsticking or Hoghunting
- 1896年：The Downfall of Prempeh
- 1897年：The Matabele Campaign
- 1899年：《給軍官和士兵們的警探術》（Aids to Scouting for NCO's and Men）
- 1900年：Sport in War
- 1901年：Notes and Instructions for the South African Constabulary
- 1914年：Quick Training for War

童軍相關著作
- 1908年：《童軍警探》（Scouting for Boys）
- 1909年：《給童軍的故事》（Yarns for Boy Scouts）
- 1912年：《女童軍手冊》（Handbook for Girl Guides，與艾格妮絲·貝登堡合著）
- 1913年：《越過海洋的童軍：我的世界之旅》（Boy Scouts Beyond The Sea: My World Tour）
- 1916年：《幼童軍手冊》（The Wolf Cub's handbook）
- 1918年：《女童軍運動》（Girl Guiding）
- 1919年：《童軍服務員指引》（Aids To Scoutmastership）
- 1921年：《童軍能做什麼：更多故事》（What Scouts Can Do: More Yarms）
- 1922年：《羅浮邁向成功之路》（Rovering to Success）
- 1929年：《童軍和青少年運動》（Scouting and Youth Movements）
- 1935年：《全球童軍運動》（Scouting Round the World）
- 約1939年：《給童軍界最後的留言》（Last Message To Scouts）

其他著作
- 1905年：Ambidexterity（與約翰·傑克森合著）
- 1915年：《印度記憶》（Indian Memories）
- 1915年：《我作為間諜時的冒險》（My Adventures as a Spy）
- 1916年：Young Knights of the Empire: Their Code, and Further Scout Yarns
- 1921年：《一匹老狼的最愛》（An Old Wolf's Favourites）
- 1927年：《人生的障礙和如何面對它》（Life's Snags and How to Meet Them）
- 1933年：《從人生變化中的教訓》（Lessons From the Varsity of Life）
- 1934年：《冒險和意外》（Adventures and Accidents）
- 1936年：《成年人的冒險》（Adventuring to Manhood）
- 1937年：《非洲冒險》（African Adventures）
- 1938年：《非洲的鳥獸》（Birds and beasts of Africa）
- 1939年：《划著你自己的獨木舟》（Paddle Your Own Canoe）
- 1940年：《肯亞的更多描繪》（More Sketches Of Kenya）

雕塑
- 1905年：《約翰·史密斯》（John Smith）

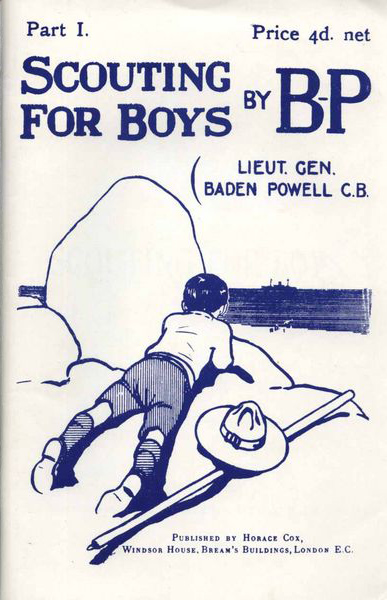
《童軍警探》於1908年1月所出版的分期版第1期封面

## 獲獎歷程

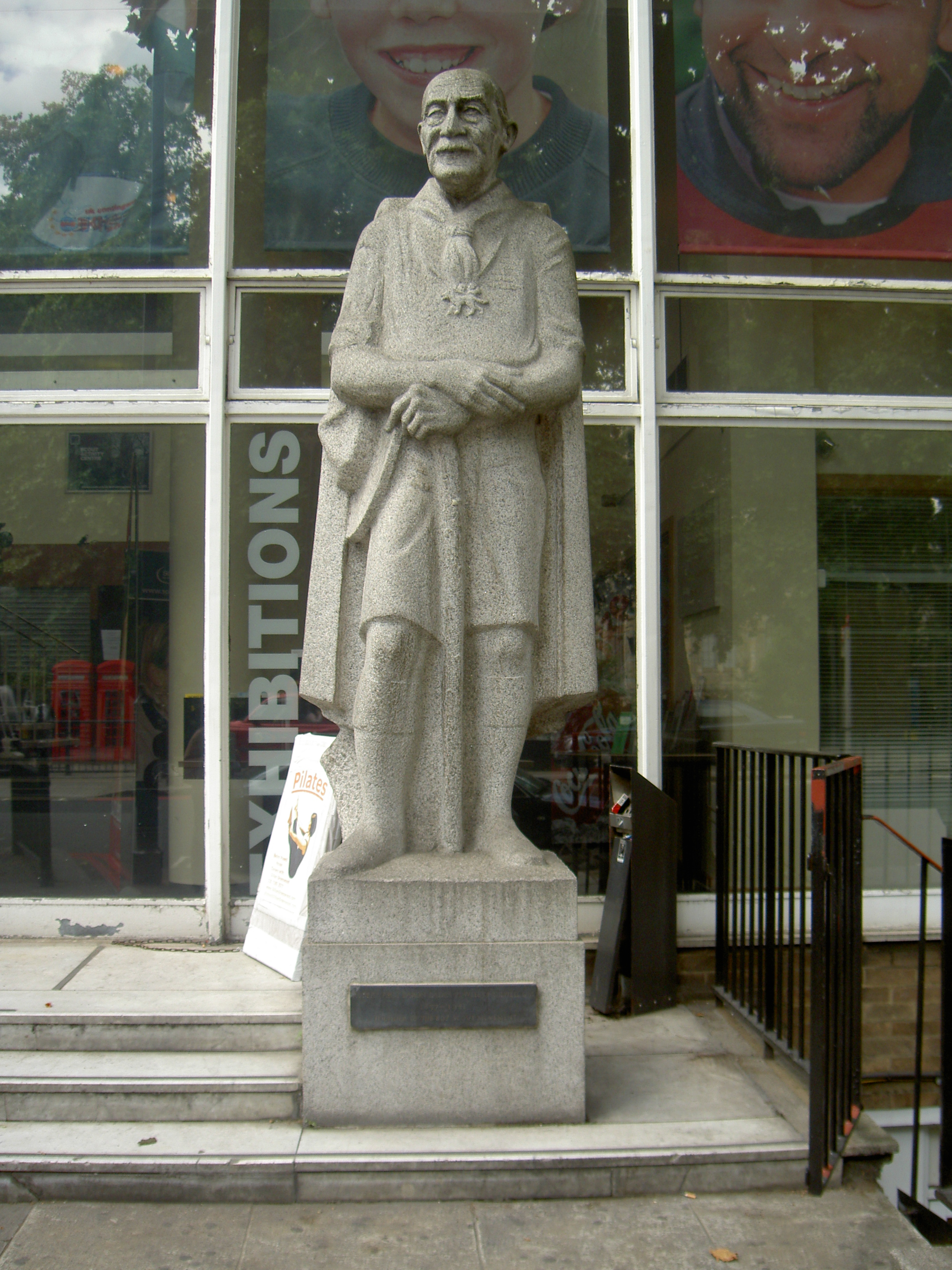
東·波特於貝登堡之屋前創作的貝登堡雕像

2002年貝登堡在BBC主辦的「最伟大的100名英国人」票選中位居第13名。

## 頭銜
1902年4月30日，經由皇家特許證，姓氏從鮑威爾合法改成貝登堡。
- 1857年─1860年：羅伯特·史蒂芬生·史密斯·鮑威爾（Robert Stephenson Smyth Powell）
- 1860年─1876年：羅伯特·史蒂芬生·史密斯·貝登堡（Robert Stephenson Smyth Baden-Powell）
- 1876年：少尉羅伯特·史蒂芬生·史密斯·貝登堡（Second-Lieutenant Robert Stephenson Smyth Baden-Powell）
- 1876年─1884年：中尉羅伯特·史蒂芬生·史密斯·貝登堡（Lieutenant Robert Stephenson Smyth Baden-Powell）
- 1884年─1892年：上尉羅伯特·史蒂芬生·史密斯·貝登堡（Captain Robert Stephenson Smyth Baden-Powell）
- 1892年─1896年：Major Robert Stephenson Smyth Baden-Powell
- 1896年─1897年4月25日：Major (Bvt. Lieutenant-Colonel) Robert Stephenson Smyth Baden-Powell
- 4月25日─1897年5月8日：Lieutenant-Colonel Robert Stephenson Smyth Baden-Powell
- 1897年5月7日─1900年：Lieutenant-Colonel (Bvt. Colonel) Robert Stephenson Smyth Baden-Powell
- 1900年─1901年：Major-General Robert Stephenson Smyth Baden-Powell
- 1901年─1907年：Major-General Robert Stephenson Smyth Baden-Powell, CB
- 1907年─1909年10月3日：Lieutenant-General Robert Stephenson Smyth Baden-Powell, CB
- 10月3日─1909年11月9日：中將羅伯特·史蒂芬生·史密斯·貝登堡爵士，KCVO，CB（Lieutenant-General Sir Robert Stephenson Smyth Baden-Powell, KCVO, CB）
- 1909年11月9日─1912年：Lieutenant-General Sir Robert Stephenson Smyth Baden-Powell, KCB, KCVO
- 1912年─1921年：Lieutenant-General Sir Robert Stephenson Smyth Baden-Powell, KCB, KCVO, KStJ
- 1921年─1923年：Lieutenant-General Sir Robert Stephenson Smyth Baden-Powell, Bt., KCB, KCVO, KStJ
- 1923年─1927年：Lieutenant-General Sir Robert Stephenson Smyth Baden-Powell, Bt., GCVO, KCB, KStJ
- 1927年─1929年：Lieutenant-General Sir Robert Stephenson Smyth Baden-Powell, Bt., GCMG, GCVO, KCB, KStJ
- 1929年─1937年：Lieutenant-General The Right Honourable The Lord Baden-Powell, GCMG, GCVO, KCB, KStJ
- 1937年─1941年：Lieutenant-General The Right Honourable The Lord Baden-Powell, OM, GCMG, GCVO, KCB, KStJ

## 外部連結
- Baden-Powell：有詳盡的貝登堡相關資料、書籍等
- The Story of Baden-Powell （页面存档备份，存于）：傳記形式，作者為Harold Begbie，在Project Gutenberg刊出
- Baden-Powell statue on Poole Quay to celebrate the centenary of the first ever scout camp on Brownsea Island （页面存档备份，存于）
- Robert Baden-Powell, 1st Baron Baden-Powell Memorial （页面存档备份，存于）：簡介貝登堡生平和他的一些墳墓圖片，在尋找墳墓（Find A Grave）網站上發表

| 前任： 新創      | 世界童軍總領袖 1920年—1941年   | 永久空缺                                   |
| 前任： 新創      | 英國童軍總會領袖 1908年—1941年 | 繼任： 亞瑟·索門斯·寇克斯，第6代索門斯男爵 |
| 聯合王國貴族爵位 |                                |                                            |
| 前任： 新爵位    | 貝登堡男爵 1929年－1941年      | 繼任： 彼得·貝登堡 第二代貝登堡男爵        |